# Jarosław Turkiewicz
Jarosław Piotr Turkiewicz (ur. w 1974 w Koszalinie) – polski inżynier, doktor habilitowany nauk technicznych, specjalizujący się w optotelekomunikacji i technice światłowodowej. Profesor nadzwyczajny Wydziału Elektroniki i Technik Informacyjnych Politechniki Warszawskiej.

## Życiorys
Studia magisterskie z telekomunikacji ukończył w 1998 na Wydziale Elektroniki i Technik Informacyjnych Politechniki Warszawskiej. Stopień doktorski uzyskał w 2006 na Uniwersytecie Technicznym w Eindhoven na podstawie pracy zatytułowanej Applications of O-band Semiconductor Optical Amplifiers In Fibre-optic Telecommunication Networks i przez kolejny rok pracował w firmie Boston Consulting Group. W 2007 zatrudniony został w Instytucie Telekomunikacji Politechniki Warszawskiej. W 2014 habilitował się, pisząc cykl publikacji pt. Transmisja i przełączanie sygnałów opto-telekomunikacyjnych. W swojej działalności naukowej skupił się na zagadnieniach związanych sieciami oraz systemami światłowodowymi o wysokich pojemnościach i przepływnościach, przetwarzaniem sygnałów, jak również analizą technologii telekomunikacyjnych pod kątem techniczno-ekonomicznym. Publikował prace w czasopismach, takich jak „Nature Photonics”, „IEEE Photonics Technology Letters” czy „Electronics Letters”. W 2019 został uhonorowany Brązowym Krzyżem Zasługi.